# Thrichomys
Thrichomys é um gênero de roedor da família Echimyidae.

## Espécies
- Thrichomys apereoides (Lund, 1839) – punaré-comum
- Thrichomys inermis (Pictet, 1843) – punaré-da-serra
- Thrichomys pachyurus (Wagner, 1845) – punaré-do-pantanal
- Thrichomys laurentius (Thomas, 1904) – punaré-de-São-Lourenço
- Thrichomys fosteri (Hannibal, Corrêa Arguello, Cordeiro Moreira, Aoki, 2019)